# 476
| [ Edytuj tabelę ]          |                                      |
| Cesarz Bizancjum           | - 474 Zenon 491 - 475 Bazyliskus 476 |
| Król Franków               | - 457 Childeryk I 481                |
| Król Kentu                 | - 455 Hengest 488                    |
| Patriarcha Konstantynopola | - 471 Akacjusz 488                   |
| Władca Korei               | - 413 Changsu 491                    |
| Król Munsteru              | - 453 Óengus 489                     |
| Król Ostrogotów            | - 471 Teodoryk Wielki 526            |
| Papież                     | - 468 Symplicjusz 483                |
| Król Persji                | - 459 Peroz I 484                    |
| Cesarz Rzymu               | - 475 Romulus Augustulus 476         |
| Król Wandalów              | - 428 Genzeryk 477                   |
| Król Wizygotów             | - 466 Euryk 484                      |

Rok 476 / CDLXXVI
stulecia: IV wiek ~
V wiek ~
VI wiek

lata: 466 «
471 «
472 «
473 «
474 «
475 «
476
» 477
» 478
» 479
» 480
» 481
» 486

## Wydarzenia
Europa

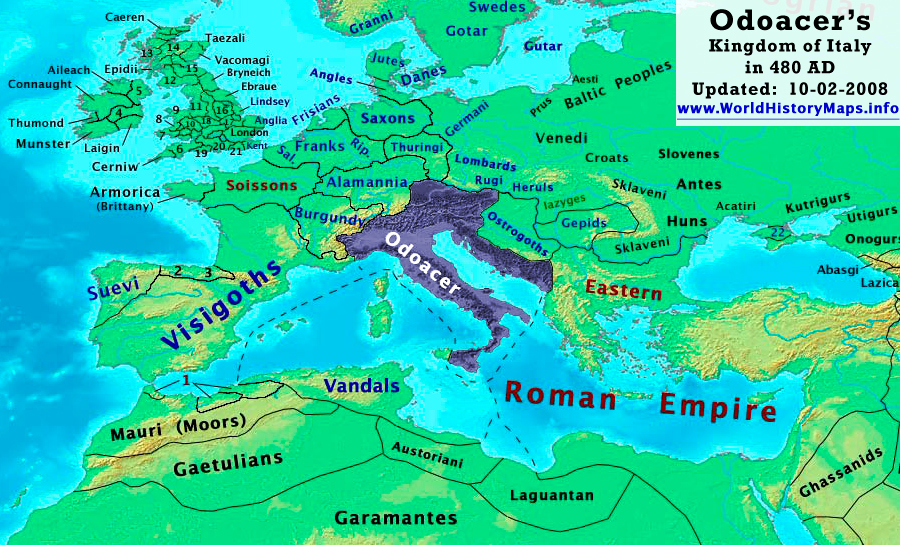
Państwo Odoakra

- sierpień – Zenon Izauryjczyk pokonał uzurpatora Bazyliskusa.
- 23 sierpnia – Odoaker stanął na czele „barbarzyńskich” najemników w Nizinie Padańskiej.
- 28 sierpnia – Orestes, naczelnik wojsk rzymskich, został zabity przez żołnierzy Odoakra w Piacenzy.
- 4 września – Odoaker obalił cesarza Romulusa Augustulusa i został obwołany przez wojsko królem Italii.
- Upadło Cesarstwo zachodniorzymskie.
- Najczęściej przyjmowany w europejskiej historiografii koniec starożytności[1][2], a początek średniowiecza.

## Urodzili się
- Arjabhata, hinduski matematyk i astronom.
- Tanluan, chiński mnich buddyjski (zm. 542).

## Zmarli
- 28 sierpnia – Orestes, rzymski dowódca, ojciec Romulusa Augustusa[3].
- Bazyliskus, bizantyński uzurpator (ur. ≈430)[4].
- Marek, syn Bazyliskusa[4].
- Tomaida z Aleksandrii, święta[5].